# Kingsteignton
Kingsteignton är en ort och civil parish i Storbritannien.   Den ligger i grevskapet Devon och riksdelen England, i den södra delen av landet, 270 km väster om huvudstaden London. Kingsteignton ligger 55 meter över havet och antalet invånare är 11 360.
Terrängen runt Kingsteignton är platt åt sydväst, men åt nordost är den kuperad. Runt Kingsteignton är det ganska tätbefolkat, med 185 invånare per kvadratkilometer. Närmaste större samhälle är Torquay, 10,7 km sydost om Kingsteignton. Omgivningarna runt Kingsteignton är en mosaik av jordbruksmark och naturlig växtlighet.